# ملك الرمال (فلم)
ملك الرمال (بالإنجليزية: king of the sand)، هو فيلم تاريخي إنجليزي يحكي سيرة عبد العزيز آل سعود مؤسس المملكة العربية السعودية من إخراج المخرج السوري نجدت إسماعيل أنزور، وهذا الفيلم من بطولة الإيطاليين ماركو فوشي الذي يجسد دور الملك في شبابه وفابيو تيستي في شيخوخته والإنكليزي بيل فيلوز بالإضافة إلى ممثلين من إنجلترا وتركيا وسوريا ولبنان وعرض في مايو 2012 في الصالات العالمية. والفيلم يجسد خمسين عاما من سيرة الملك عبد العزيز آل سعود من منفاه في مدينة الكويت إلى عودته للرياض.

## القصة
ملك الرمال هو فيلم سيرة للملك عبد العزيز، أمير عشيرة آل سعود العربية الوسطى ومؤسس المملكة العربية السعودية الحالية.
تم تقديم فيلم ملك الرمال على أنه «فيلم تاريخي يكسر المحرمات»، ويصور قصة «ثنائية التفرع». إنه يمثل أميرًا فقيرًا في المنفى يستعيد أراضي أجداده (نجد)، ويستمر في توسيع سيطرته حتى يسيطر على الجزء الأفضل من شبه الجزيرة العربية. تطلب هذا الإنجاز «الوحشية ثم الوحشية». لقد ابادت أمراء حائل المنافسين. وفي وقت لاحق قام بذبح قوات الصدمة الخاصة به، وتم إطلاق تسمية الإخوان (قوة غير نظامية تم تجنيدها من القبائل البدوية الرئيسية)، عندما أصبحوا عبئًا في أواخر العشرينات وأوائل الثلاثينيات. وهددوا علاقات الملك مع البريطانيين في الأردن والعراق. يصور هذا الفيلم أيضًا الإمبريالية الغربية على أنها تمس استقلال الملك، مما ينذر بتورط المملكة في المستقبل في الشؤون العالمية بمجرد بدء تدفق النفط.

## دعوة لإيقاف الفيلم
تلقى المخرج السوري نجدت أنزور تهديدا بوقف عرضه من الحكومة السعودية عن طريق شركة محاماة بريطانية بسبب محتوى وسيناريو الفيلم الذي يحكي قصة حياة الملك عبد العزيز آل سعود مؤسس المملكة. اضطر نجدت إلى طلب المساعدة من شركة محاماة البريطانية أيضا وهي (باركر جيليت) التي قامت بالرد رسمياً على رسائل الشركة لكي تحول دون منعه من العرض.

## وصلات خارجية
- مقالات تستعمل روابط فنية بلا صلة مع ويكي بيانات
- ملك الرمال على موقع IMDB للأفلام